# محمودآباد (سروستان)
محمودآباد (مهارلو)، روستایی از توابع بخش کوهنجان شهرستان سروستان در استان فارس ایران است.
نام این روستا از نام مرحوم حاج محمودمحمدی برگفته شده است که مورد احترام ویژه مردم این روستا میباشد.

## جمعیت
این روستا در دهستان مهارلو قرار دارد و براساس سرشماری مرکز آمار ایران در سال ۱۳۸۵، جمعیت آن ۵۹۶ نفر (۱۴۲خانوار) بوده‌است.